# Akagi (schip, 1927)

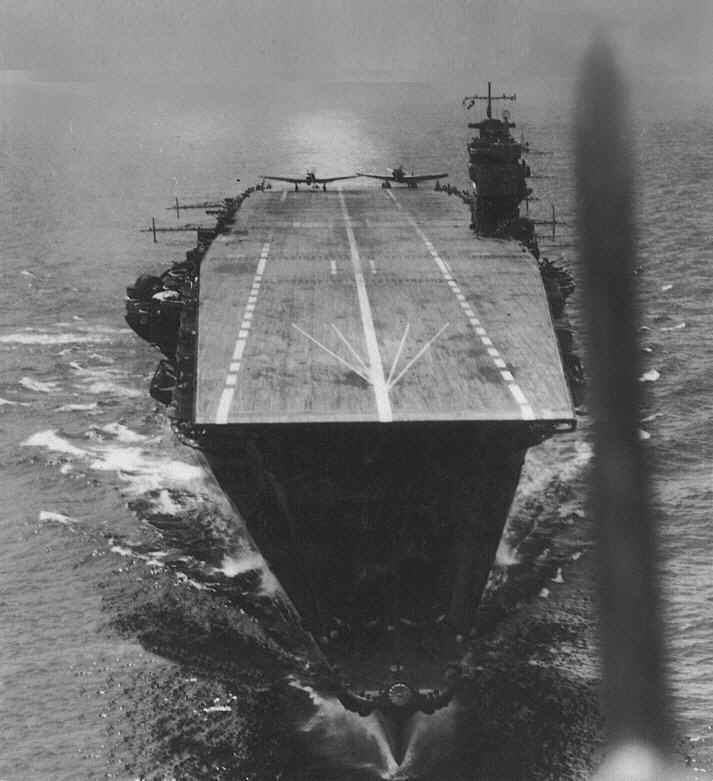
De Akagi in april 1942

De Akagi (Japans: 赤城) was een vliegdekschip van de Japanse Keizerlijke Marine tijdens de Tweede Wereldoorlog. De "Akagi" (letterlijk: Rood Kasteel) was vernoemd naar een vulkaan in de regio Kanto in Japan. Zij werd gebouwd te Kure, aanvankelijk als slagkruiser van de Amagi-klasse. Vanwege de bepalingen van het Vlootverdrag van Washington uit 1922 mocht ze echter niet als slagkruiser worden afgebouwd. Daarop werd het schip afgebouwd als vliegdekschip met drie vliegdekken, zodat ook vanuit de onderste hangar direct kon worden gestart. Haar zusterschip Amagi ging bij de Kanto-aardbeving verloren. Nadat Japan het vlootverdrag in december 1934 had opgezegd werden bij een verbouwing tussen 1935 en 1938 de drie vliegdekken van de Akagi vervangen door één vliegdek, over vrijwel de gehele lengte van het schip.
De Akagi speelde een rol tijdens de aanval op Pearl Harbor op 7 december 1941. Tijdens de Slag bij Midway was de Akagi het vlaggenschip van admiraal Chuichi Nagumo, die tevens bevel voerde over de drie andere vliegdekschepen - Soryu, Hiryu en Kaga en de aanvalsvloot. Tijdens de slag raakte de Akagi onherstelbaar beschadigd, waarna ze op 4 juni 1942 door Japanse schepen tot zinken werd gebracht. Het scheepswrak werd op 5,5 kilometer diepte in 2019 teruggevonden en in september 2023 door een onderwater onderzoeksteam gefotografeerd.

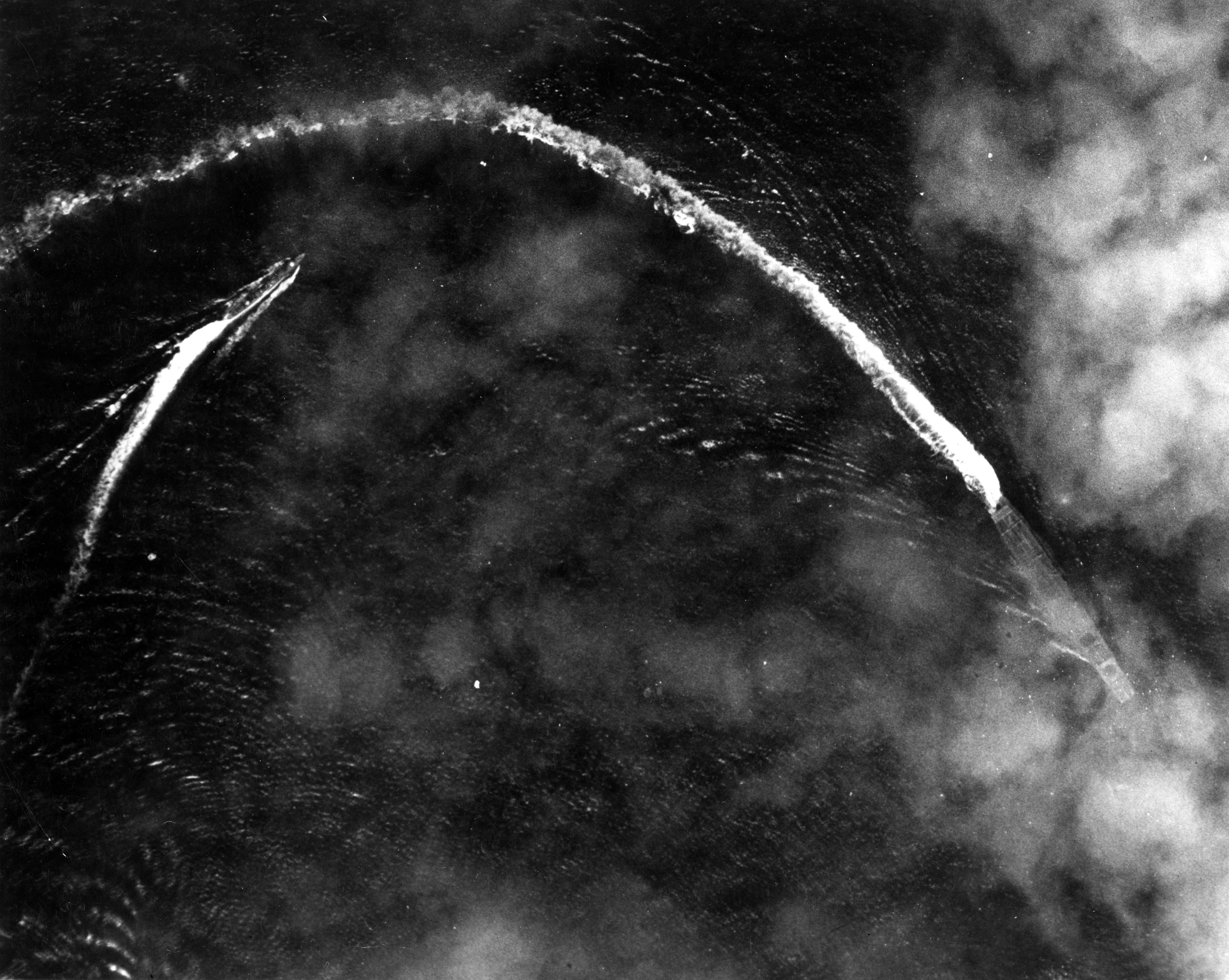
De Akagi maakt bochten om de B-17 bommenwerpers te ontwijken.

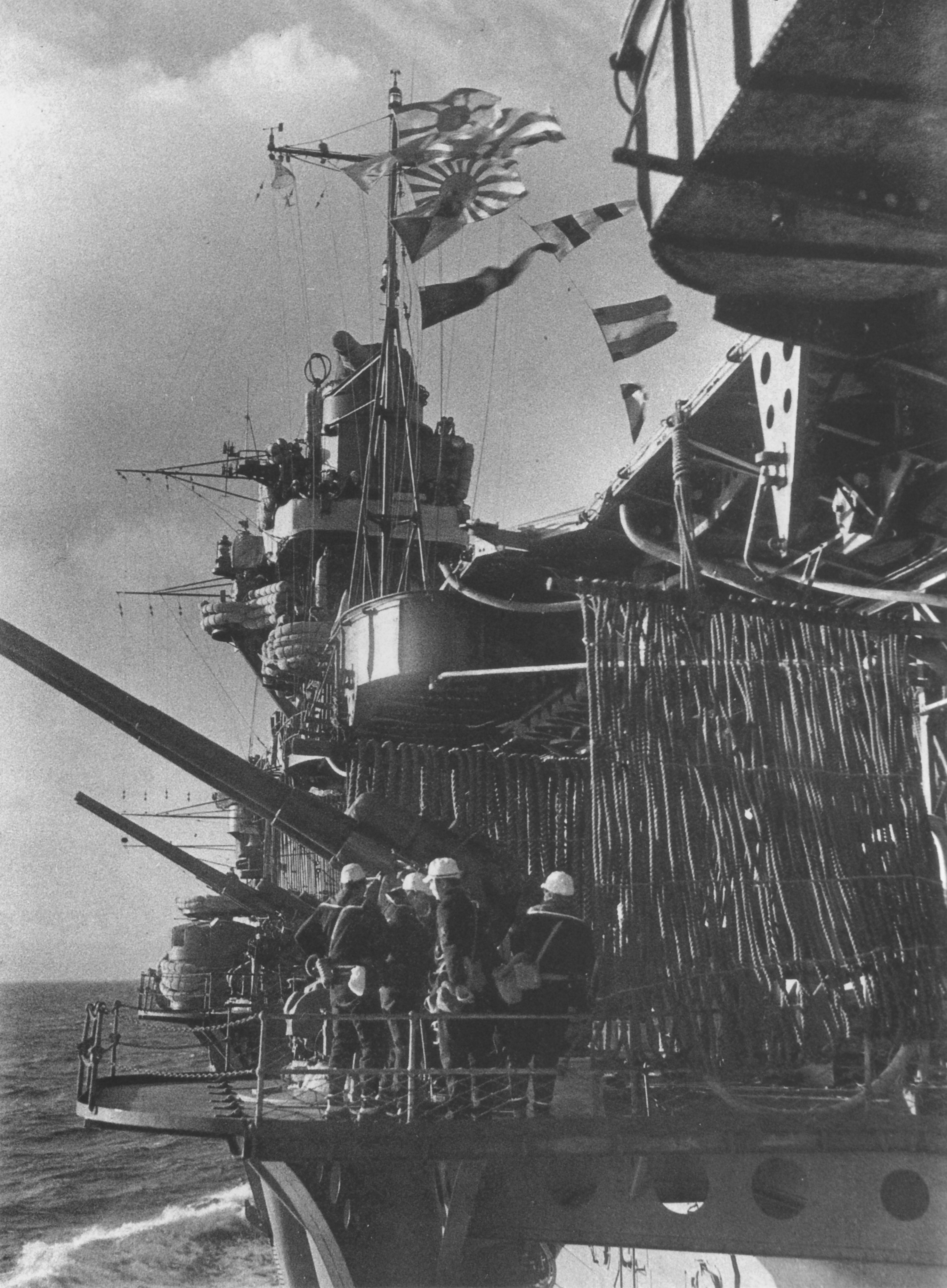
Het luchtafweergeschut van de Akagi

## Akagi
- Klasse: Amagi-klasse
- Type: Vliegkampschip Japanse Keizerlijke Marine
- Begin bouw: 1920 (slagschipcasco)
- Gebouwd: 7 december 1923
- Te water: 22 april 1925
- In dienst: 27 maart 1927
- Verloren: 4 juni 1942 - Slag bij Midway

### Technische gegevens
- Lengte: 250,68 m
- Breedte: 31,32 m
- Diepgang: 8,71 m
- Waterverplaatsing: 33.800 ton origineel - 42.000 ton na verbouwing
- Machines: Stern Turbines 19 ketels 4 schroeven en 2 roeren
- Vermogen: 133.000 pk
- Snelheid: 31 knopen (57 km/h)
- Reikwijdte: 8200 zeemijl op 12 knopen (15.200 km aan 22 km/h)
- Bemanning: 2000 man
- Tankinhoud: 3.000.000 liter

### Bewapening
- Vliegtuigen: 60 origineel - 66(+25) na verbouwing - Aichi D3A "Val" - Nakajima B5N "Kate" - Mitsubishi A6M "Zero"
- 9 x 8-inch (200-mm) kanonnen
- 12 x 4,7-inch (120-mm) kanonnen
- 28 x 25-mm snelvuurkanonnen